# Walter Zimmermann (Botaniker)
Walter Max Zimmermann (* 9. Mai 1892 in Walldürn; † 30. Juni 1980 in Tübingen) war ein deutscher Biologe und Botaniker. Sein botanisches Autorenkürzel lautet „W. Zimm.“

## Leben
1910 begann Zimmermann das Studium der Naturwissenschaften an der TH Karlsruhe, ab 1911 studierte er an der Universität Freiburg im Breisgau. 1912 wechselte er an die Friedrich-Wilhelm-Universität Berlin und an die Universität München. In München hörte er unter anderem Vorlesungen bei Richard Hertwig, Karl von Frisch, Gustav Hegi und Otto Renner. Ab 1913 sowie nach seinem Militärdienst war er wieder an der Universität Freiburg eingeschrieben. Einflussreiche Lehrer waren dort Franz Theodor Doflein und Alfred Kühn sowie sein späterer Doktorvater Friedrich Oltmanns.
Ab 1925 war Zimmermann Privatdozent an der Universität Tübingen und wurde 1929 außerordentlicher Professor.
In der Zeit des Nationalsozialismus gehörte er seit 1934 dem NS-Lehrerbund an. 1938 publizierte er die Erstfassung seines 1969 überarbeiteten Buches Vererbung ‚erworbener Eigenschaften‘ und Auslese. Zimmermann befürwortete die rassistischen Nürnberger Gesetze und trat für Sterilisierungen ein. Neben seiner Tätigkeit als Hochschullehrer war er Referent für Phylogenie bei der Zeitschrift Der Biologe, die 1939 vom SS-Ahnenerbe übernommen wurde.
1954 wurde Zimmermann Direktor des Instituts für Angewandte Botanik in Tübingen. Er wurde 1960 emeritiert.
Neben seinen Aufgaben als Universitätslehrer war Zimmermann ab 1946 auch Landesbeauftragter für Naturschutz und Landschaftspflege im damaligen Land Württemberg-Hohenzollern und ab 1952 Bezirksbeauftragter für Naturschutz im Regierungsbezirk Südwürttemberg-Hohenzollern.
Zimmermanns Hauptforschungsgebiet war die Phylogenie der Pflanzen. Er ist der Begründer der Telomtheorie, mit der er die Phylogenese der in die drei Grundorgansysteme (Wurzel, Sprossachse und Blatt) gegliederten höheren Landpflanzen beschreibt.

## Ehrungen
- Ehrenmitglied der Zoologisch-Botanischen Gesellschaft Wien[3]
- Ehrenmitglied des Verbandes Deutscher Biologen[3]
- Serge-von-Bubnoff-Medaille der geologischen Gesellschaft der DDR (1961)[3]
- Bundesverdienstkreuz I. Klasse (1962)[3]
- Verdienstmedaille des Landes Baden-Württemberg (1978)
- Nach ihm benannt ist die Gattung fossiler Pflanzen Zimmermannioxylon Leistikow.[4]

## Schriften
- Vererbung „erworbener Eigenschaften“ und Auslese. 2. Auflage. 1969.
- Die Phylogenie der Pflanzen. 1930.
- Geschichte der Pflanzen. 1949.
- Evolution. Die Geschichte ihrer Probleme und Erkenntnisse. (Orbis academicus Band II/3) Verlag Karl Alber, Freiburg / München 1953, ISBN 3-495-44108-5.
- Die Phylogenie der Pflanzen. 2. Auflage. 1959.
- mit Dieter Peter Baur: Der Federsee. 1961.
- Die Telomtheorie. 1965.
- Evolution und Naturphilosophie. 1968.
- Evolución vegetal. 1976.